# وادي النقي
وادي النقي "هو واد في المدينة المنورة بالمملكة العربية السعودية، يقع بين جبل حبش وجبل مكيمن، ومواز للطريق الرابط بين ، أبيار علي وعروة.